# Cryphia albomacula
Cryphia albomacula là một loài bướm đêm trong họ Noctuidae.